# Subsecretaría General de Gobierno de Chile
La Subsecretaría General de Gobierno de Chile (SEGEGOB) es la subsecretaría de Estado dependiente del Ministerio Secretaría General de Gobierno. Tiene como misión colaborar, asistir y asesorar al ministro del ramo. Así también, el titular de esta subsecretaría, tiene la responsabilidad de reemplazarlo en caso de vacancia del ministro o impedimento temporal de sus funciones plenas a causa de diferentes razones. Desde el 10 de marzo de 2023 la subsecretaria respectiva, es Nicole Cardoch Ramos, actuando bajo el gobierno de Gabriel Boric.

## Subsecretarios
| Retrato             | Subsecretario/a               | Partido | Inicio                   | Final                    | Presidente                 |
| ------------------- | ----------------------------- | ------- | ------------------------ | ------------------------ | -------------------------- |
|                     | Patricio Silva Clarés         | PCU     | 3 de noviembre de 1958   | 3 de noviembre de 1964   | Jorge Alessandri           |
|                     | Raúl Troncoso Castillo        | PDC     | 4 de noviembre de 1964   | 27 de abril de 1965      | Eduardo Frei Montalva      |
|                     | Juan Achurra Larraín          | PDC     | 27 de abril de 1965      | 1 de octubre de 1968     | Eduardo Frei Montalva      |
|                     | Sergio Insunza Barrios        | PC      | 3 de noviembre de 1970   | 2 de noviembre de 1972   | Salvador Allende           |
|                     | Arsenio Poupin Oissel         | PS      | 12 de diciembre de 1972  | 11 de septiembre de 1973 | Salvador Allende           |
|                     | Álvaro Puga Cappa             | Ind.    | 12 de septiembre de 1973 | 20 de septiembre de 1973 | Augusto Pinochet           |
|                     | Sergio Rillón Romani          | Ind.    | 20 de septiembre de 1973 | ¿1976?                   | Augusto Pinochet           |
|                     | Hernán Brantes Martínez       | Militar | 22 de marzo de 1976      | 3 de diciembre de 1977   | Augusto Pinochet           |
|                     | Mario Ríos Santander          | Ind.    | 3 de diciembre de 1977   | 1 de junio de 1979       | Augusto Pinochet           |
|                     | Jovino Novoa Vásquez          | Ind.    | 1 de junio de 1979       | 1 de junio de 1982       | Augusto Pinochet           |
|                     | Mario Messen García           | Militar | 1 de junio de 1982       | 18 de febrero de 1983    | Augusto Pinochet           |
|                     | Fernando Hormazábal Díaz      | Ind.    | 18 de febrero de 1983    | 30 de noviembre de 1983  | Augusto Pinochet           |
|                     | Carlos Krumm Rojas            | Militar | 30 de noviembre de 1983  | 1985                     | Augusto Pinochet           |
|                     | José Carrera Rivera           | Ind.    | 1985                     | 15 de octubre de 1986    | Augusto Pinochet           |
|                     | Claudio Guzmán Pérez          | Militar | 15 de octubre de 1986    | 17 de junio de 1987      | Augusto Pinochet           |
|                     | Luis Rivas Otárola            | Militar | 17 de junio de 1987      | noviembre de 1988        | Augusto Pinochet           |
|                     | Jaime García Covarrubias      | Militar | noviembre de 1988        | 11 de marzo de 1990      | Augusto Pinochet           |
|                     | Edgardo Riveros Marín         | PDC     | 11 de marzo de 1990      | 11 de marzo de 1994      | Patricio Aylwin            |
| 11 de marzo de 1994 | Edgardo Riveros Marín         | PDC     | 1 de julio de 1997       | Eduardo Frei Ruiz-Tagle  |                            |
|                     | Claudio Huepe García          | PDC     | 1 de julio de 1997       | Eduardo Frei Ruiz-Tagle  | 11 de marzo de 2000        |
|                     | Carolina Tohá Morales         | PPD     | 11 de marzo de 2000      | 23 de mayo de 2001       | Ricardo Lagos              |
|                     | María Eliana Arntz            | PS      | 1 de junio de 2001       | 6 de marzo de 2003       | Ricardo Lagos              |
|                     | Patricio Santamaría Mutis     | PDC     | 6 de marzo de 2003       | 24 de agosto de 2005     | Ricardo Lagos              |
|                     | Jorge Navarrete Poblete       | PDC     | 26 de agosto de 2005     | 11 de marzo de 2006      | Ricardo Lagos              |
|                     | Carlos Maldonado Curti        | PRSD    | 11 de marzo de 2006      | 26 de marzo de 2007      | Michelle Bachelet Jeria    |
|                     | Augusto Prado Sánchez         | PRSD    | 22 de mayo de 2007       | 20 de diciembre de 2008  | Michelle Bachelet Jeria    |
|                     | Neftalí Carabantes Hernández  | PRSD    | 20 de diciembre de 2008  | 11 de marzo de 2010      | Michelle Bachelet Jeria    |
|                     | María Eugenia de la Fuente    | RN      | 11 de marzo de 2010      | 14 de febrero de 2013    | Sebastián Piñera Echenique |
|                     | Mauricio Lob de la Carrera    | Ind.    | 14 de febrero de 2013    | 11 de marzo de 2014      | Sebastián Piñera Echenique |
|                     | Rodolfo Baier Esteban         | PRSD    | 11 de marzo de 2014      | 24 de junio de 2015      | Michelle Bachelet          |
|                     | Osvaldo Soto Valdivia         | PRSD    | 27 de junio de 2015      | 8 de julio de 2016       | Michelle Bachelet          |
|                     | Miguel Candia Irarrázabal (s) | PRSD    | 8 de julio de 2016       | 26 de octubre de 2016    | Michelle Bachelet          |
|                     | Omar Jara Aravena             | PDC     | 26 de octubre de 2016    | 11 de marzo de 2018      | Michelle Bachelet          |
|                     | Emardo Hantelmann Godoy       | RN      | 11 de marzo de 2018      | 1 de octubre de 2021     | Sebastián Piñera Echenique |
|                     | Eugenio Aguiló Armstrong      | RN      | 1 de octubre de 2021     | 11 de marzo de 2022      | Sebastián Piñera Echenique |
|                     | Valeska Naranjo Dawson        | CS      | 11 de marzo de 2022      | 10 de marzo de 2023      | Gabriel Boric Font         |
|                     | Nicole Cardoch Ramos          | PS      | 10 de marzo de 2023      | 30 de julio de 2025      | Gabriel Boric Font         |
|                     | Erwin Díaz Asenjo             | PS      | 31 de julio de 2025      | En el cargo              | Gabriel Boric Font         |